# Gary Automobile Manufacturing Company
Gary Automobile Manufacturing Company war ein US-amerikanischer Hersteller von Automobilen.

## Unternehmensgeschichte
Das Unternehmen wurde 1914 gegründet. Beteiligt waren E. T. Birdsall aus Detroit als Konstrukteur, C. J. Flannigan, G. Pass und D. C. Throckmorton. Birdsall fertigte das erste Fahrzeug in Detroit. Die kleine Serienproduktion fand in Gary in Indiana statt. Der Markenname lautete Gary. Im gleichen Jahr endete die Produktion. Insgesamt entstanden nur wenige Fahrzeuge.
Es gab keine Verbindungen zum Taxihersteller Gary Taxicab Company und zum Nutzfahrzeughersteller Gary Motor Corporation.

## Fahrzeuge
Das einzige Modell war der Six. Der Sechszylindermotor leistete 34 PS. Das Fahrgestell hatte 343 cm Radstand. Zur Wahl standen ein Tourenwagen mit sechs Sitzen und ein Speedster mit zwei Sitzen. Eine Quelle bezeichnet den Neupreis von 2300 US-Dollar als attraktiv.